# قطعنامه ۹۲۴ شورای امنیت
قطعنامه ۹۲۴ شورای امنیت سازمان ملل متحد که در تاریخ ۰۱ ژوئن ۱۹۹۴ تصویب شد، سندی بین‌المللی دربارهٔ وضعیت در یمن است. این قطعنامه طی نشست ۳۳۸۶ام با ۱۵ رای موافق، ۰ مخالف و ۰ ممتنع تصویب شد.